# Le Père Serge (film, 1917)
Pour les articles homonymes, voir Le Père Serge (homonymie).
Pour plus de détails, voir Fiche technique et Distribution.
Le Père Serge (en russe : Отец Сергий, Otets Sergiy) est un film russe réalisé par Yakov Protazanov et Alexandre Volkoff en 1917, d'après la nouvelle éponyme de Léon Tolstoï.

## Synopsis
Jeune officier auprès du tsar, le prince Kazatski tente de faire taire ses désirs de gloire pour se concentrer sur l'essence de l'être. Quand il apprend que sa fiancée a été la maîtresse du tsar, il décide de se faire ermite. Il s'inflige les plus dures épreuves. Sa sainteté devient alors connue et l'oblige à quitter le peu d'attaches qui lui restent avec le monde car pour trouver le chemin de Dieu, il faut avoir l'humilité d'être anonyme.

## Fiche technique
- Titre : Le Père Serge
- Titre original : Отец Сергий
- Réalisation : Yakov Protazanov et Alexandre Volkoff
- Scénario : Alexandre Volkoff d'après la nouvelle de Léon Tolstoï
- Producteur : I. Ermoliev
- Décorateur : Alexandre Lochakoff
- Pays de production : Russie
- Format : Noir et Blanc, muet, Format 35 mm
- Genre : Drame
- Durée : 76 minutes
- Date de sortie : 1917

## Distribution
- Ivan Mosjoukine - le prince Kassotski (le père Serge)
- Nathalie Lissenko - La veuve du marchand Makovkin
- Evgueni Gaïdarov
- Vera Orlova - la fille du marchand
- Vera Djeneïeva
- Nicolas Rimsky - l'évêque

## La célébrité d'Ivan Mosjoukine
Dans ce film de Protazanov, Ivan Mosjoukine incarne un rôle d'une profondeur rarement égalée au cinéma. Son regard ténébreux et souvent fixe donne à son personnage la gravité nécessaire. Son jeu fait ressentir toute l'introspection du père Serge et son souci de ne jamais succomber à la tentation. Il est alors considéré comme le plus grand acteur russe.

## Autour du film
La réussite du film a poussé le réalisateur Lucien Ganier-Raymond à tourner un remake en version parlante.
Le cinéaste soviétique Igor Talankine en tourna une nouvelle version, pour les 150 ans de Léon Tolstoï en 1978, avec Sergueï Bondartchouk dans le rôle principal.